# Kazimierz Grabowski (prawnik)

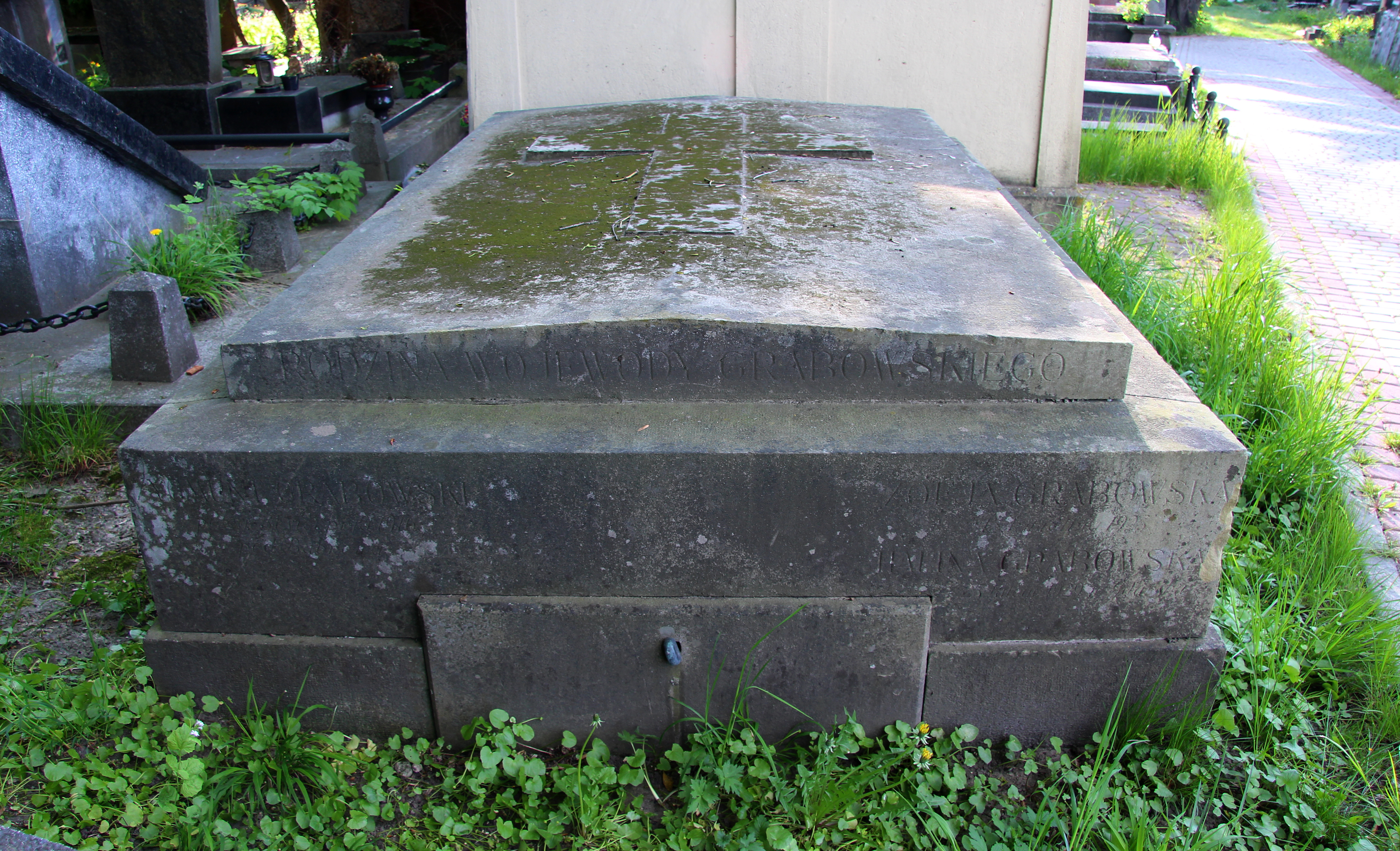
Grobowiec Kazimierza Grabowskiego

Kazimierz Grabowski (ur. 1866 we Lwowie, zm. 3 lutego 1932 tamże) – polski prawnik, urzędnik państwowy Austro-Węgier, pierwszy wojewoda lwowski w II Rzeczypospolitej.

## Życiorys
W 1884 ukończył Gimnazjum im. Franciszka Józefa, a następnie Wydział Prawa Uniwersytetu Lwowskiego. Pracował następnie w administracji austro-węgierskiej, osiągając ostatecznie stanowisko naczelnika wydziału w Ministerstwie Spraw Wewnętrznych Przedlitawii w Wiedniu. W latach 1915–1916 komisarz we Lwowie, następnie starosta powiatu samborskiego w Samborze.
Po odzyskaniu niepodległości został sędzią Najwyższego Trybunału Administracyjnego i Sądu Najwyższego. 23 kwietnia 1921 mianowany pierwszym wojewodą lwowskim. Urząd objął 1 września 1921, po wejściu w życie podziału b. Królestwa Galicji i Lodomerii na województwa i likwidacji Namiestnictwa Galicji. 25 września 1921 został ranny podczas zamachu Stepana Fedaka na Naczelnika Państwa Józefa Piłsudskiego. Po konflikcie z Władysławem Kiernikiem – ministrem spraw wewnętrznych w rządzie Wincentego Witosa (koalicja Chjeno-Piasta) został zawieszony, a 30 czerwca 1924 zwolniony formalnie z funkcji wojewody.

## Odznaczenia
- Krzyż Komandorski Orderu Odrodzenia Polski (2 maja 1922)[2]
- Wielki Oficer Orderu Gwiazdy Rumunii (26 czerwca 1923)[3].